# Bund Muslimischer Pfadfinderinnen und Pfadfinder Deutschlands
Der Bund Muslimischer Pfadfinderinnen und Pfadfinder Deutschlands e.V. (BMPPD) ist ein muslimischer Pfadfinderverband in Deutschland mit Sitz in Wiesbaden.

## Hintergrund, Geschichte und Organisation
2010 wurde der BMPPD mit einer ersten Gruppe in Rüsselsheim (Kreis Groß-Gerau) gegründet. Die Gründung ging auf Kontakte zu den französischen Scouts Musulmans de France zurück. Die SMF wurden von dem Leiter eines Sufi-Ordens, dem algerisch-französischen Geistlichen Scheich Khaled Bentounès, 1990 gegründet. Die Scouts Musulmans de France war der erste muslimische Pfadfinderverband in Europa. Khaled Bentounès ist heute Ehrenpräsident des Bundes Muslimischer Pfadfinder und Pfadfinderinnen Deutschlands (BMPPD).
2013 zählte der BMPPD 150 Mitglieder in Hessen und Nordrhein-Westfalen. „Ziel ist es, eines Tages Stämme in ganz Deutschland zu haben“.
Der BMPPD ist Gründungsmitglied des 2021 gegründeten Ring deutscher Pfadfinder*innenverbände (rdp). Seit 2020 war er Mitglied in den Vorgängerverbänden  Ring deutscher Pfadfinderverbände (RdP) und Ring Deutscher Pfadfinderinnenverbände (RDP). Bereits zuvor unterhielt der Bund gute Kontakte zu den beiden Ringen und war seit 2018 Anschlussverband. Die katholische Deutsche Pfadfinderschaft Sankt Georg unterstützte die muslimischen Pfadfinder bei der Ausbildung von Gruppenleitern. Im August 2013 kamen in Berlin ca. 500 Pfadfinder zur Europakonferenz der Pfadfinder (”Guiding and Scouting build Europe”) zusammen und traten mit Politik und Gesellschaft in den Dialog über ein demokratisches Europa. Der BMPPD wurde offiziell vom Ring (RDP/RdP) zu diesem Projekt eingeladen.
Der Verband hat seinen Sitz in Wiesbaden. Seit September 2016 ist die Rüsselsheimerin Naima Hartit Bundesvorsitzende und Kaddour El Karrouch ist der Bundesimam des Verbandes.

## Selbstverständnis und Ziele
Der BMPPD hat seine ethische Grundlage in den Lehren des Koran und in der Sunna (Tradition) des Propheten Mohammed. In der Nachfolge des Koran bekennt sich der BMPPD zur dialogischen Begegnung mit Menschen anderen Glaubens, anderer Hautfarbe, Sprachgemeinschaft und Nationalität, die er als gleichberechtigte Partner anerkennt. Zur weiteren Ordnung des BMPPD gehört, dass er sich ausdrücklich zur freiheitlich demokratischen Grundordnung der Bundesrepublik Deutschland und zu den Ordnungsvorstellungen, wie sie in den Länderverfassungen niedergeschrieben sind, bekennt. Der BMPPD hat sich die koedukative Erziehung und Bildung junger Menschen im Alter von 7 bis 21 Jahren in Deutschland zur Aufgabe gemacht.
Als Ziele hat sich der BMPPD für die muslimischen Jugendlichen gesteckt, die im Verband aktiv sind:
- Die Integration der Jugendlichen mit Migrationshintergrund durch eine Botschaft der Hoffnung fördern und ihr Bürgerbewusstsein stärken.
- Den Jugendlichen die Geschichte ihres Heimatlandes Deutschland und die damit verbundene gesellschaftliche Verantwortung für ein friedliches Zusammenleben näherbringen.
- Den Jugendlichen den Reichtum kultureller Vielfalt in Deutschland näherbringen.
- Die Jugend als möglichende Kraft am Aufbau einer besseren Zukunft beteiligen und ihr soziales Engagement stärken.
- Raum zu schaffen für den Dialog zwischen jungen Pfadfindern der Pfadfinder-Verbände in Deutschland, weiteren Jugendorganisationen und individuellen Jugendlichen.

## Aktivitäten
Besondere Beachtung fand seine Aktion „Flamme der Hoffnung“, bei der Jugendliche mit der Olympischen Flamme durch ganz Deutschland reisten: So wurde der Verband dafür mit dem Angelika-Thiels-Förderpreis 2012 des Wiesbadener Jugendparlaments ausgezeichnet. Im Jahr 2013 wurde die Aktion von Peter Feldmann auf der Frankfurter Hauptwache eröffnet. Es folgten Stationen im Kaisersaal des Frankfurter Römer, in Wiesbaden, Rüsselsheim am Main, Hamburg, Hofheim, Düsseldorf, beim Bundesverfassungsgericht, eine Präsentation im Bundesministerium des Innern mit einem Empfang durch Gabriele Hauser und ein Empfang vor dem Rathaus Tiergarten durch Christian Hanke mit Ansprachen von Sawsan Chebli, Friederike von Kirchbach und Khaled Bentounès. Bundespräsident Joachim Gauck erwähnte die Aktion lobend in seiner Grußbotschaft zum Fest des Fastenbrechens.
Beim evangelischen Kirchentag in Hamburg im Mai 2013 beteiligte sich erstmals eine Gruppe muslimischer Pfadfinder. Zum Evangelischen Kirchentag in Stuttgart im Juni 2015 und beim Deutschen Evangelischen Kirchentag 2019 in Dortmund trugen sie als Helfer im Ordnungsdienst und in der Projektleitung für das Zentrum Muslime und Christen bei.